# Crafoordpriset

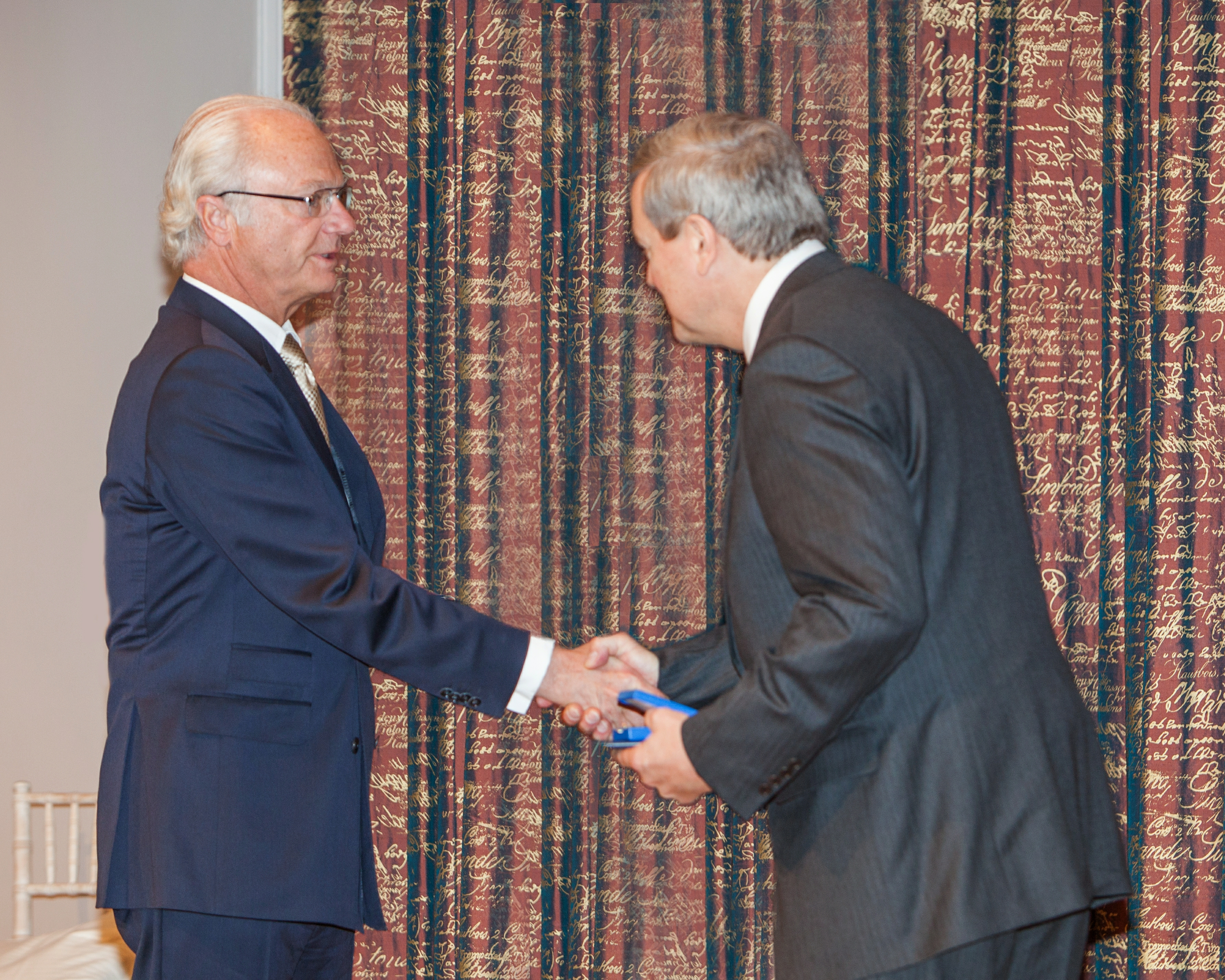
Carl XVI Gustaf överräcker 2013 års Crafoordpris till Peter K. Gregersen

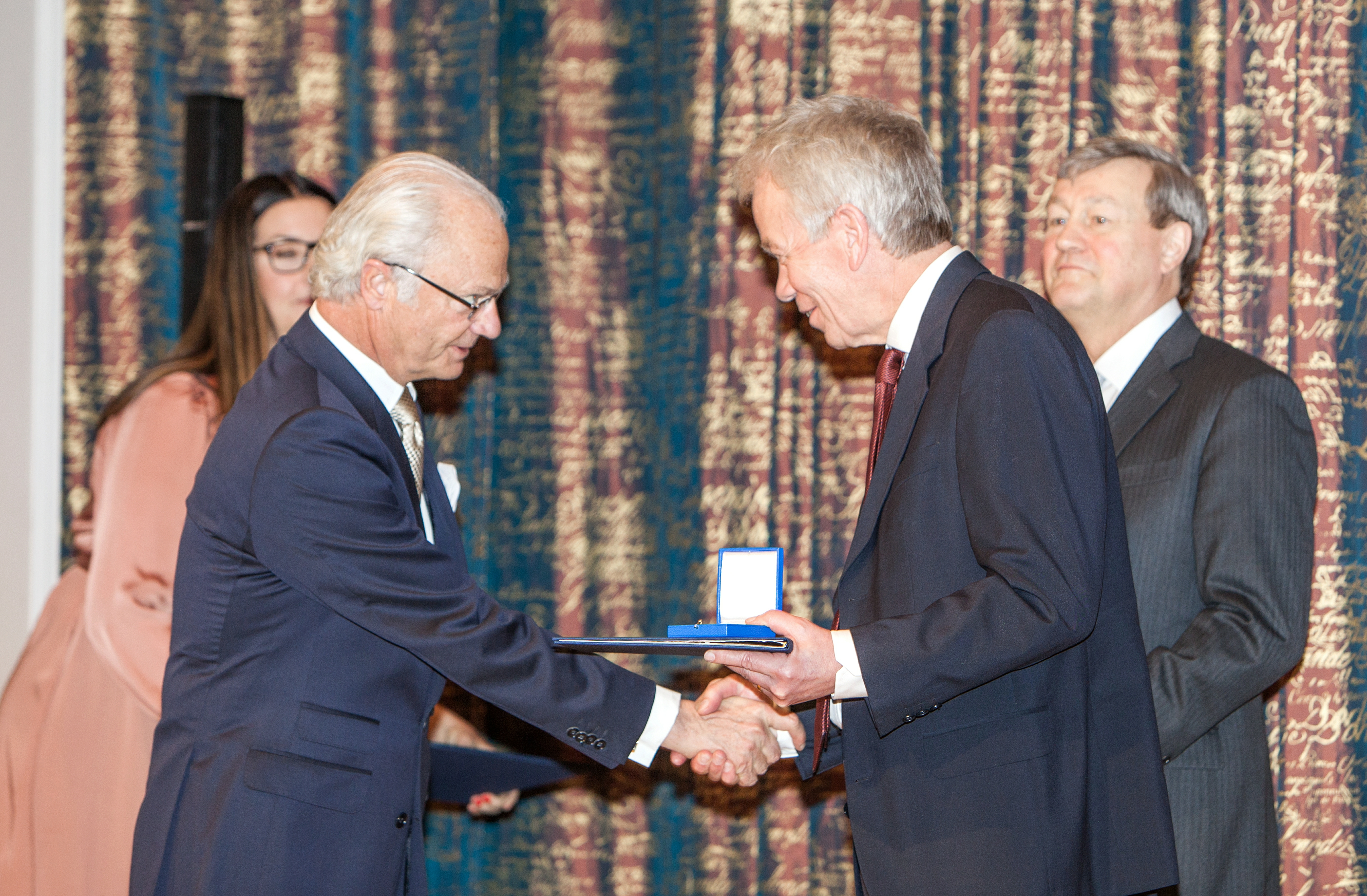
Carl XVI Gustaf överräcker 2013 års Crafoordpris till Lars Klareskog

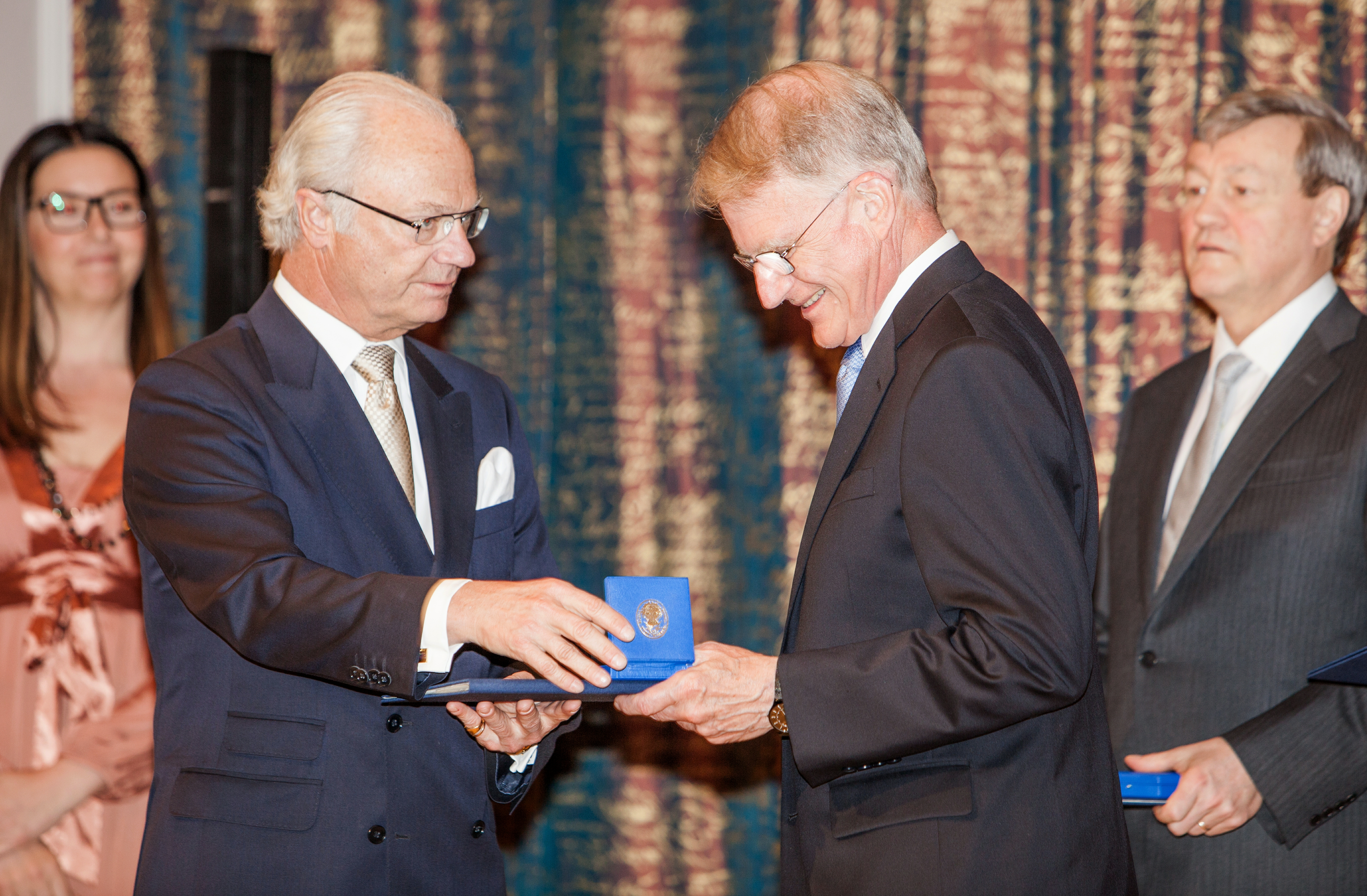
Carl XVI Gustaf överräcker 2013 års Crafoordpris till Robert J. Winchester

Crafoordpriset inrättades 1980 av Holger Crafoord, som kommersialiserade den konstgjorda njuren och grundade företaget Gambro, samt maka Anna-Greta Crafoord, och priset utdelades första gången 1982.  Crafoordpriset utdelas i samarbete mellan Kungl. Vetenskapsakademien och Crafoordska stiftelsen i Lund. Vetenskapsakademien ansvarar för att utse Crafoordpristagare. Priset ska belöna och främja grundforskning inom vetenskapliga discipliner som hamnar utanför Nobelprisets ämnen. Dessa områden innefattar astronomi, biovetenskap (framför allt ekologi), geovetenskap, matematik, och forskning om sjukdomen polyartrit (t.ex. ledgångsreumatism). Holger Crafoord led själv av polyartrit.
Priset utdelas årligen, och följer ett treårigt schema där år 1: prisutdelning i astronomi och matematik, år 2: geovetenskap, år 3: biovetenskap, varefter schemat upprepas. Pris i polyartritforskning delas enbart ut då det har konstaterats att sådana vetenskapliga framsteg gjorts, att en prisutdelning anses motiverat. Detta har hittills hänt sex gånger, 2000, 2004, 2009, 2013, 2017 och 2021 och fem av dessa gånger lades denna prisutdelning som år 4 i schemat. Priset utdelas i april eller maj i Stockholm eller Lund. Prisutdelare är kung Carl XVI Gustaf.
Prissumman ligger för närvarande på 6 000 000 kronor.

## Lista över Crafoordpristagare[3]
- 1982 Matematik: Vladimir Arnold och Louis Nirenberg
- 1983 Geovetenskap: Edward Lorenz
- 1984 Biovetenskap: Daniel Janzen
- 1985 Astronomi: Lyman Spitzer, Jr.
- 1986 Geovetenskap: Claude Allègre och Gerald Joseph Wasserburg
- 1987 Biovetenskap: Eugene P. Odum och Howard T. Odum
- 1988 Matematik: Pierre Deligne (delat med Alexander Grothendieck, som dock avböjde priset)
- 1989 Astronomi: James Van Allen
- 1990 Biovetenskap: Paul R. Ehrlich och Edward O. Wilson
- 1991 Astronomi: Allan Sandage
- 1992 Geovetenskap: Adolf Seilacher
- 1993 Biovetenskap: William D. Hamilton och Seymour Benzer
- 1994 Matematik: Simon Donaldson och Shing-Tung Yau
- 1995 Geovetenskap: Willi Dansgaard och Nicholas John Shackleton
- 1996 Biovetenskap: Robert May
- 1997 Astronomi: Fred Hoyle och Edwin Salpeter
- 1998 Geovetenskap: Don L. Anderson och Adam M. Dziewonski
- 1999 Biovetenskap: Ernst Mayr, John Maynard Smith och George C. Williams
- 2000 Polyartritforskning: Marc Feldmann och Ravinder N. Maini
- 2001 Matematik: Alain Connes
- 2002 Geovetenskap: Dan McKenzie
- 2003 Biovetenskap: Carl Woese
- 2004 Polyartritforskning: Eugene Butcher och Timothy Springer
- 2005 Astronomi: James E. Gunn, James Peebles och Martin Rees
- 2006 Geovetenskap: Wallace Broecker
- 2007 Biovetenskap: Robert Trivers
- 2008 Matematik: Maxim Kontsevich och Edward Witten, Astronomi: Rashid A Sunyajev
- 2009 Polyartritforskning: Charles Dinarello, Tadamitsu Kishimoto och Toshio Hirano
- 2010 Geovetenskap: Walter Munk
- 2011 Biovetenskap: Ilkka Hanski
- 2012 Astronomi: Reinhard Genzel och Andrea M. Ghez, Matematik: Jean Bourgain och Terence Tao
- 2013 Polyartritforskning: Peter K. Gregersen, Lars Klareskog och Robert J. Winchester
- 2014 Geovetenskap: Peter Molnar
- 2015 Biovetenskap: Richard Lewontin och Tomoko Ohta
- 2016 Astronomi: Roy Kerr och Roger Blandford, Matematik: Yakov Eliashberg
- 2017 Polyartritforskning: Shimon Sakaguchi, Fred Ramsdell och Alexander Rudensky
- 2018 Geovetenskap: Susan Solomon och Syukuro Manabe
- 2019 Biovetenskap: Sallie W. Chisholm
- 2020 Astronomi: Eugene N. Parker, Matematik: Enrico Bombieri
- 2021 Polyartritforskning: Daniel L. Kastner
- 2022 Geovetenskap: Andrew H. Knoll
- 2023 Biovetenskap: Dolph Schluter
- 2024 Astronomi: Douglas Gough, Jørgen Christensen-Dalsgaard och Conny Aerts, Matematik: Claire Voisin[4]

| År   | Kategori       | Bild                                                                                 | Pristagare                   | Nationalitet     | Motivering |
| ---- | -------------- | ------------------------------------------------------------------------------------ | ---------------------------- | ---------------- | --- |
| 1982 | Matematik      |                                                                                      | Vladimir Arnold              | Sovjetunionen    | ”för förtjänstfulla insatser inom icke-lineära differentialekvationer” |
| 1982 | Matematik      | Louis Nirenberg                                                                      | Louis Nirenberg              | [A]              | ”för förtjänstfulla insatser inom icke-lineära differentialekvationer” |
| 1983 | Geovetenskaper | —                                                                                    | Edward Lorenz                | USA              | ”för att på ett unikt sätt bidragit till en djupare föståelse av atmosfärens respektive havens storskaliga rörelser” |
| 1983 | Geovetenskaper | —                                                                                    | Henry Stommel                | USA              | ”för att på ett unikt sätt bidragit till en djupare föståelse av atmosfärens respektive havens storskaliga rörelser” |
| 1984 | Biovetenskaper |                                                                                      | Daniel H. Janzen             | USA              | ”för fantasirik och stimulerande forskning över koevolutionära samband och processer, genom vilka talrika forskare har inspirerats till ytterligare forskningsinsatser inom fältet”                                                    |
| 1985 | Astronomi      | —                                                                                    | Lyman Spitzer                | USA              | ”för grundläggande pionjärundersökningar av praktiskt taget varje aspekt av det interstellära mediet, kulminerande i resultaten från Copernicussatelliten”                                                                             |
| 1986 | Geovetenskaper | —                                                                                    | Claude Allègre               | Frankrike        | ”för banbrytande insatser vid studiet av isotopkemiska förhållanden och de geologiska tolkningsmöjligheter som dessa erbjuder” |
| 1986 | Geovetenskaper | —                                                                                    | Gerald J. Wasserburg         | USA              | ”för banbrytande insatser vid studiet av isotopkemiska förhållanden och de geologiska tolkningsmöjligheter som dessa erbjuder” |
| 1987 | Biovetenskaper | —                                                                                    | Eugene P. Odum               | USA              | ”för banbrytande , mångformiga och originella studier av naturens byggnad och funktion” |
| 1987 | Biovetenskaper |                                                                                      | Howard T. Odum               | USA              | ”för banbrytande , mångformiga och originella studier av naturens byggnad och funktion” |
| 1988 | Matematik      | Pierre Deligne, seated, facing left and away from the camera                         | Pierre Deligne               | Belgien · USA    | ”för fundamentala insatser inom algebraisk geometri” |
| 1988 | Matematik      |                                                                                      | Alexander Grothendieck[B]    | None             | ”för fundamentala insatser inom algebraisk geometri” |
| 1989 | Geovetenskaper | James Van Allen                                                                      | James Van Allen              | USA              | ”för hans pionjärinsatser i utforskningen av rymden, speciellt hans upptäckt av de energirika laddade partiklar som är infångade i jordens magnetfält och som bildar strålningsbälten - ofta kallade Van Allen-bältena-omkring jorden” |
| 1990 | Biovetenskaper | Paul R. Ehrlich                                                                      | Paul R. Ehrlich              | USA              | ”för forskning om fragmenterande populationers dynamik och genetik och om betydelsen av utbredningsmönstret för deras överlevnadssannolikhet”                                                                                          |
| 1990 | Biovetenskaper | Edward Osborne Wilson                                                                | Edward Osborne Wilson        | USA              | ”för den öbiogeografiska teorin om artrikedom och dynamiken i organismsamhällen på öar och i biotopfragment med olika isoleringsgrad”                                                                                                  |
| 1991 | Astronomi      | —                                                                                    | Allan Rex Sandage            | USA              | ”för viktiga åldersbetämningar av stjärnsystem och för noggranna bestämningar av Universums avståndsskala och allmänna utveckling, uttryckt genom Hubble-parametern Ho, samt för upptäckten av radiotysta kvasarer”                    |
| 1992 | Geovetenskaper | —                                                                                    | Adolf Seilacher              | Tyskland         | ”för hans banbrytande forskning förande livets utveckling i samspel med miljön, dokumenterad i geologiska formationer” |
| 1993 | Biovetenskaper | —                                                                                    | W. D. Hamilton               | Storbritannien   | ”för nydanande teorier rörande den genetiska släktskapens betydelse för utvecklingen av altruistiska beteenden” |
| 1993 | Biovetenskaper | Seymour Benzer in his office at Caltech in 1974 with a big model of Drosophila       | Seymour Benzer               | USA              | ”för banbrytande genetiska och sinnesfysiologiska studier av beteendemutanter hos bananflugan” |
| 1994 | Matematik      | —                                                                                    | Simon Donaldson              | Storbritannien   | ”för fundamentala undersökningar i fyrdimensionell geometri utnyttjandet av instantoner, speciellt hans upptäckt av nya differential-invarianter”                                                                                      |
| 1994 | Matematik      | Shing-Tung Yau                                                                       | Shing-Tung Yau               | [C]              | ”för utveckling av icke-lineär teknik i differentialgeometri som lett till lösningen av flera viktiga problem” |
| 1995 | Geovetenskaper | —                                                                                    | Willi Dansgaard              | Danmark          | ”för tidiga grundläggande insatser i utvecklingen av isotopgeologiska analysmetoder för studium av klimatvariationer under kvartärtiden”                                                                                               |
| 1995 | Geovetenskaper |                                                                                      | Nicholas Shackleton          | Storbritannien   | ”för tidiga grundläggande insatser i utvecklingen av isotopgeologiska analysmetoder för studium av klimatvariationer under kvartärtiden”                                                                                               |
| 1996 | Biovetenskaper | Robert May                                                                           | Robert M. May                | Australien       | ”för sin banbrytande ekologiska forskning rörande teoretisk analys av populationers, samhällens och ekosystems dynamik” |
| 1997 | Astronomi      | —                                                                                    | Fred Hoyle                   | Storbritannien   | ”för pionjärinsatser vad gäller studiet av kärnprocessorer i stjärnorna och stjärnornas utveckling” |
| 1997 | Astronomi      | —                                                                                    | Edwin Salpeter               | USA              | ”för pionjärinsatser vad gäller studiet av kärnprocessorer i stjärnorna och stjärnornas utveckling” |
| 1998 | Geovetenskaper | —                                                                                    | Don L. Anderson              | USA              | ”för grundläggande bidrag till kunskapen om strukturer och processer i det inre av Jorden” |
| 1998 | Geovetenskaper | —                                                                                    | Adam M. Dziewonski           | [D]              | ”för grundläggande bidrag till kunskapen om strukturer och processer i det inre av Jorden” |
| 1999 | Biovetenskaper | Ernst Mayr in 1994, after receiving an honorary degree at the University of Konstanz | Ernst Mayr                   | USA              | ”för grundläggande bidrag till den begreppsmässiga utvecklingen av den evolutionära biologin” |
| 1999 | Biovetenskaper | —                                                                                    | John Maynard Smith           | Storbritannien   | ”för grundläggande bidrag till den begreppsmässiga utvecklingen av den evolutionära biologin” |
| 1999 | Biovetenskaper | —                                                                                    | George C. Williams           | USA              | ”för grundläggande bidrag till den begreppsmässiga utvecklingen av den evolutionära biologin” |
| 2000 | Polyartrit     | —                                                                                    | Marc Feldmann                | Storbritannien   | ”för identifiering av TNF-blockad som en effektiv terapiprincip vid reumatoid artrit” |
| 2000 | Polyartrit     | —                                                                                    | Ravinder N. Maini            | Storbritannien   | ”för identifiering av TNF-blockad som en effektiv terapiprincip vid reumatoid artrit” |
| 2001 | Matematik      | Alain Connes                                                                         | Alain Connes                 | Frankrike        | ”för hans inträngande arbete inom teorin för operatoralgebror och för att han varit en av grundarna av den icke-kommutativa geometrin”                                                                                                 |
| 2002 | Geovetenskaper | —                                                                                    | Dan P. McKenzie              | Storbritannien   | ”för hans grundläggande bidrag till förståelsen av litosfärens dynamik, särskilt plattektoniken, bildandet av sedimentationsbassänger och jordmantelns smältning”                                                                      |
| 2003 | Biovetenskaper | —                                                                                    | Carl Woese                   | USA              | ”för hans upptäckt av en tredje huvudgrupp livsformer” |
| 2004 | Polyartrit     | —                                                                                    | Eugene C. Butcher            | USA              | ”för deras studier av de molekylära mekanismerna bakom migrationen av vita blodkroppar vid hälsa och sjukdom” |
| 2004 | Polyartrit     | —                                                                                    | Timothy A. Springer          | USA              | ”för deras studier av de molekylära mekanismerna bakom migrationen av vita blodkroppar vid hälsa och sjukdom” |
| 2005 | Astronomi      | —                                                                                    | James E. Gunn                | USA              | ”för deras bidrag till förståelsen av universums storskaliga struktur” |
| 2005 | Astronomi      | —                                                                                    | James Peebles                | USA              | ”för deras bidrag till förståelsen av universums storskaliga struktur” |
| 2005 | Astronomi      | Martin Rees delivering a lecture at Jodrell Bank                                     | Martin Rees                  | Storbritannien   | ”för deras bidrag till förståelsen av universums storskaliga struktur” |
| 2006 | Geovetenskaper | —                                                                                    | Wallace S. Broecker          | USA              | ”för hans innovativa och nydanande forskning om den globala kolcykeln i havet – atmosfären – biosfären och dess samspel med klimatet”                                                                                                  |
| 2007 | Biovetenskaper | —                                                                                    | Robert Trivers               | USA              | ”för hans fundamentala analys av social evolution, konflikt och samarbete” |
| 2008 | Astronomi      | Rashid Sunyaev                                                                       | Rashid Alievich Sunyaev      | Ryssland         | ”för hans avgörande insatser inom högenergiastrofysik och kosmologi, speciellt processer och dynamik runt svarta hål och neutronstjärnor samt påvisandet av den diagnostiska kraften hos strukturer i bakgrundsstrålningen”            |
| 2008 | Matematik      | Maxim Kontsevich                                                                     | Maxim Kontsevich             | [E]              | ”för deras viktiga insatser inom matematiken inspirerade av modern teoretisk fysik” |
| 2008 | Matematik      | Edward Witten writing on a blackboard                                                | Edward Witten                | USA              | ”för deras viktiga insatser inom matematiken inspirerade av modern teoretisk fysik” |
| 2009 | Polyartrit     | Charles Dinarello                                                                    | Charles Dinarello            | USA              | ”för sina pionjärinsatser vid isolering av interleukiner, samt bestämning av deras egenskaper och betydelse vid uppkomst av inflammatoriska sjukdomar”                                                                                 |
| 2009 | Polyartrit     | Tadamitsu Kishimoto                                                                  | Tadamitsu Kishimoto          | Japan            | ”för sina pionjärinsatser vid isolering av interleukiner, samt bestämning av deras egenskaper och betydelse vid uppkomst av inflammatoriska sjukdomar”                                                                                 |
| 2009 | Polyartrit     | Toshio Hirano                                                                        | Toshio Hirano                | Japan            | ”för sina pionjärinsatser vid isolering av interleukiner, samt bestämning av deras egenskaper och betydelse vid uppkomst av inflammatoriska sjukdomar”                                                                                 |
| 2010 | Geovetenskaper | Walter Munk                                                                          | Walter Munk                  | USA              | ”för hans banbrytande forskning och grundläggande bidrag till förståelsen av oceanernas cirkulation, tidvatten och vågor samt deras roll i jordens dynamik”                                                                            |
| 2011 | Biovetenskaper | Ilkka Hanski                                                                         | Ilkka Hanski                 | Finland          | ”för hans nyskapande studier om hur rumslig variation påverkar dynamiken i djur- och växtpopulationer” |
| 2012 | Astronomi      | Reinhard Genzel                                                                      | Reinhard Genzel              | Tyskland         | ”för deras observationer av stjärnbanor kring Vintergatans centrum, vilka påvisar förekomsten av ett supermassivt svart hål” |
| 2012 | Astronomi      |                                                                                      | Andrea M. Ghez               | USA              | ”för deras observationer av stjärnbanor kring Vintergatans centrum, vilka påvisar förekomsten av ett supermassivt svart hål” |
| 2012 | Matematik      | Jean Bourgain                                                                        | Jean Bourgain                | Belgien          | ”för deras briljanta och banbrytande arbeten i harmonisk analys, partiella differentialekvationer, ergodteori, talteori, kombinatorik, funktionalanalys och teoretisk datavetenskap”                                                   |
| 2012 | Matematik      | Terence Tao                                                                          | Terence Tao                  | Australien · USA | ”för deras briljanta och banbrytande arbeten i harmonisk analys, partiella differentialekvationer, ergodteori, talteori, kombinatorik, funktionalanalys och teoretisk datavetenskap”                                                   |
| 2013 | Polyartrit     | Peter K. Gregersen                                                                   | Peter K. Gregersen           | USA              | ”för deras upptäckter rörande betydelsen av olika ärftliga faktorer och deras samverkan med omgivningsfaktorer för uppkomst, diagnos och klinisk handläggning av reumatoid artrit”                                                     |
| 2013 | Polyartrit     | Lars Klareskog                                                                       | Lars Klareskog               | Sverige          | ”för deras upptäckter rörande betydelsen av olika ärftliga faktorer och deras samverkan med omgivningsfaktorer för uppkomst, diagnos och klinisk handläggning av reumatoid artrit”                                                     |
| 2013 | Polyartrit     | Robert J. Winchester                                                                 | Robert J. Winchester         | USA              | ”för deras upptäckter rörande betydelsen av olika ärftliga faktorer och deras samverkan med omgivningsfaktorer för uppkomst, diagnos och klinisk handläggning av reumatoid artrit”                                                     |
| 2014 | Geovetenskaper | —                                                                                    | Peter Molnar                 | USA              | ”för hans banbrytande bidrag till förståelsen av global tektonik, särskilt kontinenters deformation och bergskedjors struktur och utveckling, samt tektoniska processers inverkan på ocean-atmosfärscirkulation och klimat”            |
| 2015 | Biovetenskaper |                                                                                      | Richard Lewontin             | USA              | ”för deras banbrytande analyser och fundamentala bidrag till förståelsen av genetisk variation” |
| 2015 | Biovetenskaper |                                                                                      | Tomoko Ohta                  | Japan            | ”för deras banbrytande analyser och fundamentala bidrag till förståelsen av genetisk variation” |
| 2016 | Astronomi      |                                                                                      | Roy Kerr                     | Nya Zeeland      | ”för grundläggande arbeten avseende roterande svarta hål och deras astrofysikaliska konsekvenser” |
| 2016 | Astronomi      |                                                                                      | Roger Blandford              | USA              | ”för grundläggande arbeten avseende roterande svarta hål och deras astrofysikaliska konsekvenser” |
| 2016 | Matematik      |                                                                                      | Yakov Eliashberg             | Ryssland         | ”för utvecklingen av kontakt- och symplektisk topologi och banbrytande upptäckter av rigiditets- och flexibilitetsfenomen” |
| 2017 | Polyartrit     |                                                                                      | Shimon Sakaguchi             | Japan            | “för deras upptäckter rörande regulatoriska T-celler som motverkar skadliga immunreaktioner vid artrit och andra autoimmuna sjukdomar”                                                                                                 |
| 2017 | Polyartrit     |                                                                                      | Fred Ramsdell                | USA              | “för deras upptäckter rörande regulatoriska T-celler som motverkar skadliga immunreaktioner vid artrit och andra autoimmuna sjukdomar”                                                                                                 |
| 2017 | Polyartrit     |                                                                                      | Alexander Rudensky           | USA              | “för deras upptäckter rörande regulatoriska T-celler som motverkar skadliga immunreaktioner vid artrit och andra autoimmuna sjukdomar”                                                                                                 |
| 2018 | Geovetenskaper |                                                                                      | Syukuro Manabe               | Japan · USA      | ”för fundamentala bidrag till förståelsen av atmosfäriska spårgasers roll i jordens klimatsystem” |
| 2018 | Geovetenskaper |                                                                                      | Susan Solomon                | USA              | ”för fundamentala bidrag till förståelsen av atmosfäriska spårgasers roll i jordens klimatsystem” |
| 2019 | Biovetenskaper |                                                                                      | Sallie W. Chisholm           | USA              | "för upptäckten och banbrytande studier av jordens vanligaste fotosyntetiserande organism, Prochlorococcus” |
| 2020 | Astronomi      |                                                                                      | Eugene N. Parker             | USA              | "för banbrytande och fundamentala studier av solvinden samt stjärnors och galaxers magnetfält” |
| 2020 | Matematik      |                                                                                      | Enrico Bombieri              | Italien · USA    | ”för enastående och inflytelserika bidrag inom alla matematikens huvudområden, framför allt inom talteori, analys och algebraisk geometri”                                                                                             |
| 2021 | Polyartrit     |                                                                                      | Daniel L. Kastner            | USA              | för att ha etablerat konceptet autoinflammatoriska sjukdomar” |
| 2022 | Geovetenskaper |                                                                                      | Andrew H. Knoll              | USA              | ”för grundläggande bidrag till vår förståelse av livets första tre miljarder år på jorden och samspelet mellan liv och den fysiska miljön genom tiderna”                                                                               |
| 2023 | Biovetenskaper | Dolph Schluter                                                                       | Dolph Schluter               | Kanada           | ”för fundamentala bidrag till förståelsen av adaptiv radiering och ekologisk artbildning" |
| 2024 | Astronomi      |                                                                                      | Douglas Gough                | Storbritannien   | ”för utvecklingen av metoderna för asteroseismologi och deras tillämpningar för studiet av solens och andra stjärnors uppbyggnad” |
| 2024 | Astronomi      | Jørgen Christensen-Dalsgaard                                                         | Jørgen Christensen-Dalsgaard | Danmark          | ”för utvecklingen av metoderna för asteroseismologi och deras tillämpningar för studiet av solens och andra stjärnors uppbyggnad” |
| 2024 | Astronomi      | Conny Aerts                                                                          | Conny Aerts                  | Belgien          | ”för utvecklingen av metoderna för asteroseismologi och deras tillämpningar för studiet av solens och andra stjärnors uppbyggnad” |
| 2024 | Matematik      | Claire Voisin                                                                        | Claire Voisin                | Frankrike        | ”för enastående bidrag till komplex och algebraisk geometri, däribland Hodge-teori, algebraiska cykler och hyperkähler-geometri” |